# 諾布爾冰原島峰
85°12′S 121°29′W / 85.200°S 121.483°W
諾布爾冰原島峰（英語：Noble Nunatak）是南極洲的冰原島峰，位於瑪麗伯德地，處於維迪奇冰原島峰以北15公里，美國地質調查局根據測量和該國海軍的空中照片繪入地圖，現時由南極條約體系管理。